# Oitui
Oitui is een bestuurslaag in het regentschap Bima van de provincie West-Nusa Tenggara, Indonesië. Oitui telt 858 inwoners (volkstelling 2010).